# تسوق اللجوء
تسوق اللجوء هي أن يطلب طالب اللجوء حق اللجوء في دولٍ عديدة أو السعي لتقديم طلب في دولة معينة بعد العبور من دول أخرى. تُستخدم الجملة غالباً في سياق الحديث عن الاتحاد الأوروبي ومنطقة شنغن، ولكن المحكمة الفدرالية الكندية تستخدمه.
أحد أهداف تعاون الشرطة والقضاء في المسائل الجنائية هو منع تسوق اللجوء. تنص اتفاقية دبلن أن طالبي اللجوء يُعادون إلى الدولة التي سُجّل فيها دخوله أول مرة وأُخذت بصماته. من الأهداف الأخرى لهذه السياسة هي منع بقاء طالبي اللجوء دائرين في الفلك، أي منع منع ترحيل طالبي اللجوء المستمر بين الدول محاولةً لتحميل الآخرين على قبولهم.
لتجنب الانتهاكات، يتطلب القانون الأوروبي واتفاقية دبلين أن طالبي اللجوء قد سجلوا طلب لجوئهم في أول بلد يصلون إليه، وأن قرار أول دولةٍ في الاتحاد الأوروبي يُقدم فيها طلبه هو القرار النهائي في كل دول الاتحاد. ومع ذلك، يرفض ويقاوم بشدة بعض طالبي اللجوء التبصيم وتقديم طلب اللجوء في الدول التي تُعتبر غير ودودة مع اللاجئين، بما أنهم غالباً يرغبون بطلب اللجوء في ألمانيا والسويد حيث الفوائد أكثر سخاءً.
يقول بعض طالبي اللجوء أنهم حرقوا أصابعهم؛ ولذلك يمكنهم التهرب من تسجيل بصماتهم في إيطاليا ويقدمون طلب لجوءٍ في دولةٍ يختارونها. يُستخدم سجلُ البصمات - الذي يُعرف بنظام الـ(يوروداك)- لمنع طلبات اللجوء المزورة أو المتكررة. في إيرلندا، كان ثُلثا طالبي اللجوء الذين رُفضت طلباتهم قد أبلغ عنهم لسلطات الحدود البريطانية، , وثلثهم كان يحمل جنسيةً أخرى، كتنزانيين ادعوا أنهم فروا من الاضطهاد في الصومال.

## اقرأ أيضاً
- التلاعب بالنظام
- هجرة غير شرعية